# Paul Laciga
Paul Laciga (* 24. November 1970 in Bern) ist einer der erfolgreichsten Schweizer Beachvolleyballer. Er belegte zweimal den fünften Rang an Olympischen Spielen, in Sydney 2000 und Athen 2004, wurde zweimal Vize-Weltmeister in Marseille 1999 und Berlin 2005 und dreimal Schweizer Meister.
Während etlichen Jahren spielte Paul Laciga mit seinem Bruder Martin zusammen. Nach den Olympischen Sommerspielen 2004 trennten sich die Gebrüder Laciga, Paul Laciga spielte anschliessend mit Sascha Heyer. 2007 bestritt er mit Philip Gabathuler die internationalen Turniere und mit Jefferson Bellaguarda (BRA) die nationalen Turniere. Per Pressemitteilung wurde am Montag, 4. Juni 2007, bekanntgemacht, dass Paul Laciga wieder (provisorisch) mit seinem Bruder Martin spielen wird. Sie spielten gemeinsam bis zur Beachvolleyball-Weltmeisterschaft 2007.
Dies war sogleich auch das letzte internationale Turnier von Paul Laciga.

## Erfolge
Seit Mitte der 90er-Jahre, als sich Beachvolleyball vom Freizeit- zum Profisport entwickelte, waren sie mit dabei – die Brüder Martin und Paul Laciga, und haben den noch jungen Profi-Beachvolleyball in der Schweiz entscheidend mitgeprägt: Die Laciga-Brüder waren von 1995 bis 2004 das erfolgreichste Schweizer Beachvolleyball-Team. Unter anderem wurden sie 1999 Vize-Weltmeister und nahmen bis 2003 an drei weiteren WM-Turnieren teil. Nach dem dritten Platz bei der EM 1997 gewannen sie die Europameisterschaft von 1998 bis 2000 dreimal in Folge; 2001 und 2002 wurden sie Vize-Europameister. An den Olympischen Spielen 2000 in Sydney und 2004 in Athen wurden sie Fünfte. Nach Athen trennten sich die Brüder und Paul Laciga spielte 2005 mit Sascha Heyer.

## Anfänge
Das erste Mal in einem Beachvolleyball-Turnier trat Paul Laciga 1992 mit seinem Bruder Martin als Team im Luzerner Strandbad Lido. Mit dem fünf Jahre jüngeren Bruder belegte er damals, bei der ersten Beachvolley-Schweizermeisterschaft überhaupt, den 17. Rang und die Begeisterung für den Sport. Zwei Jahre später holten die Brüder Laciga bereits den ersten nationalen Sieg und sie überlegten zum ersten Mal, Profispieler zu werden. Im Jahr darauf spielten sie an ihrer ersten World Tour.

## Beginn der Profikarriere
Die besten Spieler kamen gemäss Paul Laciga damals klar aus Brasilien und den USA. Sie waren eines der wenigen europäischen Spitzenteams. Von den besten inspiriert, trainierten die Brüder hart, der Erfolg traf sehr bald ein. 1998 gewannen sie ihre ersten Europameister-Titel und schafften es sogar an die Spitze der World Tour im argentinischen Mar del Plata. Die Erfolge von Martin und Paul Laciga lösten einen regelrechten Beachvolley-Boom aus. Die ehemalige Randsportart erhielt immer mehr Aufmerksamkeit. Unter anderem ist es auch ihnen zu verdanken, dass heute praktisch jedes europäische Land ihre eigenen Mannschaften stellen kann.

## Höhepunkte
Paul Laciga blickt zufrieden auf seine Karriere: «Die fünf Turniersiege auf der World Tour sowie das EM-Triple von 1998 bis 2000, sowie Vize-Weltmeister mit zwei verschiedenen Partnern, gehören zu meinen absoluten Karrierehöhepunkten! Als Schweizer an der Spitze der Weltrangliste zu stehen – vor allen Brasilianern und Amerikanern – war sportlich aber ebenso wertvoll, ja fast sensationell. Und natürlich ist das Heimturnier in Gstaad jedes Jahr ein Highlight!»